# Örjan Noring
Anders Örjan Noring, född 5 maj 1920 i Hackås församling, Jämtland, död där 16 februari 2008, var en svensk yrkesmålare och målare.
Noring var son till folkskolläraren Carl Noring och Calise Nilsson. Noring utbildade sig först till hantverksmålare innan han studerade reklam vid en reklamskola i Stockholm 1935. Han studerade målning och konst vid Otte Skölds målarskola 1949 samt vid Grünewalds målarskola 1951 och 1952. Tillsammans med Axel Jonsson ställde han ut i Östersund 1955 och han har sedan 1953 medverkat i Jämtlands läns konstförenings utställningar i Östersund. Hans konst består av landskapsimpressioner från Norrland.